# 圧倒的遊戯 ムゲンソウルズZ
『圧倒的遊戯 ムゲンソウルズZ』（あっとうてきゆうぎムゲンソウルズZ）は、コンパイルハートから発売されたRPG。2013年4月25日にPlayStation 3版が、2023年11月2日にNintendo Switch版が発売された。2012年3月22日に発売された『圧倒的遊戯 ムゲンソウルズ』の続編。

## あらすじ
12柱の究極神がつかさどる十二皇界（じゅうにせいかい）へ前作の主人公である絶対神シュシュが征服に乗り出したころ、ある者がその世界を破滅させんと暗躍していた。
究極神の一柱たるシルマは、それを止めようと動き出した。

## 登場人物

### メインキャラクター
シルマ
声 - 三澤紗千香
主人公である究極神の一柱。長い間カンオケで眠っていた。
ナオ
声 - 釘宮理恵
十二皇界の勇者として認められた少女。シルマに出会って以来、行動を共にしている。
エース
声 - 松岡禎丞

オンルッカ
声 - 小野涼子

れう
声 - 仁後真耶子

バートラム
声 - 浜田賢二

カケル
声 - 市来光弘

あるある＝てすてす
声 - 早見沙織

スプラ
声 - 瑞沢渓

シュシュ
声 - 田村ゆかり

リュート
声 - 平田宏美

ティオニー
声 - 小岩井ことり

アルティス
声 - 早見沙織

白銀
声 - 津田健次郎

十六夜月香
声 - 浅倉杏美

アレス・レーヴァティン
声 - 沼倉愛美

月光神
声 - 沼倉愛美

ディース・ヴァンガード
声 - 原由実

ベルリオーズ
声 - 斎藤千和

マリナ・カナンベール
声 - 長谷川明子

エルカ
声 - 泰勇気

ソゥル・スカイハート
声 - 間島淳司

シャンディ・サンシャイン
声 - 櫻井浩美

ウェルシュ・ココット
声 - 石原夏織

シャルル・ココット
声 - 小倉唯

シャンプル
声 - 加藤英美里

太陽神
声 - 加藤英美里

セルフィーナ
声 - 加藤英美里

## 主題歌
オープニングテーマ「インフィニット・フィールド」
作詞 - 田中由里奈 / 作曲・編曲 - 佐藤天平 / 歌 - 実柚
エンディングテーマ「君色のキス」
作詞 - 田中由里奈 / 作曲・編曲 - 佐藤天平 / 歌 - 大河内雅子